# Aspettando il sole (singolo)
Aspettando il sole è un singolo del rapper italiano Neffa, pubblicato nel 1996 come primo estratto dal primo album in studio Neffa & i messaggeri della dopa.

## Descrizione
Il ritornello è cantato da Giuliano Palma e la base è prodotta dal beatmaker Deda. Il brano contiene un campionamento da Free at Last di Al Green e da Sneakin' in the Back di Tom Scott. Aspettando il sole è considerato il brano che ha reso celebre Neffa.

## Tracce
Testi e musiche di Giovanni Pellino e Andrea Visani.
Lato A
1. Aspettando il sole (featuring Giuliano "The King" Palma) (Album Version) – 5:11
2. Aspettando il sole (featuring Giuliano "The King" Palma) (Neffa Remix) – 4:45

Lato B
1. Aspettando il sole (featuring Giuliano "The King" Palma) (Neffa Remix Strumentale) – 4:45
2. To the Death (featuring Phase II / Sean. Edit Vox) – 4:30

## Cover
Nel 2017 Mauro Ermanno Giovanardi ha realizzato una cover del brano, incluso nel suo album La mia generazione.